# Peter Strasser
Peter Strasser (1. april 1876 i Hannover – 6. august 1918 i Nordsøen nord for Norfolk) var tysk marineofficer, som under hele 1. verdenskrig var chef for den Kaiserliche Marines luftskibsflåde, hvor han forestod planlægning af luftskibstogter og deltog i mange bombetogter personligt.

## Karriere
Strasser gjorde fra 15-årsalderen tjeneste på den kejserlige marines sejlskibe og efter afsluttet gymnasium indtrådte han 16. april 1894 som søkadet i marinen, hvor uddannelsen foregik på marineinfanteriskolerne i Kiel og Wilhelmshaven. Efter udnævnelse som søløjtnant gjorde han tjeneste på den i 1897 nybyggede panserkrydser SMS Hertha indtil 1899, senest i Østasien.
Efter at have været på marineskibsværftet i Wilhelmshaven og afsluttede undervisning på artilleriskoleskibet SMS Mars, blev han forfremmet til kaptajnløjtnant og gjorde tjeneste som 1. artilleriofficer på linjeskibet SMS Mecklenburg og derefter på det større SMS Westfalen, hvor han avancerede til fregatkaptajn.
Fregatkaptajn Strasser udnævntes 27. september 1913 til chef for den kejserlige marines luftskibsflåde med titel Führer der Luftschiffe, efter ulykken nord for Helgoland 9. september, hvor korvetkaptajn Friedrich Metzing druknede ved luftskib L 1's forlis. Allerede 17. oktober samme år styrtede det eneste tilbageværende militære luftskib L 2 i døden med 20 ombordværende nær Flugplatz Johannisthal i Berlins udkant.
Strasser gennemførte teoretiske studier om luftskibe og fik praktisk erfaring ved at styre det civile luftskib LZ 17 Sachsen.

Derudover var LZ 13 Hansa chartret til at træne marinebesætninger.
Luftskib L 3 var færdigbygget den 11. maj 1914 og marinens eneste operationelle luftskib ved udbruddet af 1. verdenskrig. Ombord på L 3 og det lidt senere færdigbyggede L 4 trænede Strasser sammen med pioneren Hugo Eckener fra det civile tyske luftskibsfarts-aktieselskab DELAG, som efter krigsudbruddet måtte afgive zeppelinerne LZ 11 Viktoria Luise, LZ 13 Hansa og LZ 17 Sachsen til marinen.
I august 1917 blev Strasser dekoreret af admiral Reinhard Scheer med den prøjsiske Pour le Mérite-orden.

## Bombetogter over England
I tiden efter 1. verdenskrigs udbrud udførte den tyske marines luftskibe rekognoscering og aktioner mod ubåde og søminer, men fra januar 1915 udførtes jævnligt bombetogter over først og fremmest England.
Mindst én gang månedlig ledede Strasser slagets gang ved sin personlige tilstedeværelse i et af luftskibene, han deltog således:
- 28. august 1914 i søslaget vest for Helgoland.
- Natten mellem 19. og 20. januar 1915 ombord på L 6 hos von Buttlar-Brandenfels på 1. verdenskrigs første bombetogt mod Storbritannien sammen med L 3 og L 4, men L 6 fik tekniske problemer og vendte om.
- Natten mellem 15. og 16. april 1915 ombord på L 7 hos Werner Petersen på et togt, som var planlagt mod Humber-området, men L 7 nåede kun Norfolk og kastede ingen bomber.
- Natten mellem 31. januar og 1. februar 1916 ombord på L 11 hos von Buttlar-Brandenfels på bombetogt over Midtengland, hvor L 19 med kommandant Odo Löwe fra luftskibsbasen i Tønder havarerede på Nordsøen.
- Aftenen den 5. august 1918, se nedenfor

## Død 5. august 1918
I starten af juli 1918 blev L 70 taget i brug af kommandant Johannes von Loßnitzer, som havde luftskibschef Strasser med ombord på et togt samme måned, hvor luftskibet i selskab med 2 andre angreb britiske skibe ved Dogger Banke, uden at ramme.

Om aftenen den 5. august 1918 var Strasser igen med ombord hos kommandant Loßnitzer på L 70 i et natligt bombetogt planlagt mod Boston, Norwich og Humber-bugten, hvor også luftskibene L 53, L 56, L 63 og L 65 deltog.
En britisk observations-vandflyver havde imidlertid opdaget luftskibene og alarmeret Royal Air Force, som sendte en skare af jagerfly i luften.

På aftenhimlen skal desuden mange strandgæster ved Great Yarmouth have set V-formationen af luftskibe komme.
Et Airco DH.4 biplan rekognosceringsfly med den 25-årige pilot Egbert Cadbury og Robert Leckie som agterskytte, sendtes afsted fra Denes-flyvepladsen nord for Lowestoft og kom formationen i møde i ca. 5 km højde over Norfolks nordkyst.
Nattehimlen mod vest ind over England var denne aften mørkere end ud over havet og for sent opdagede luftskibene faren og påbegyndte undvigemanøvre opad.
I næsten tusmørket sendte skytten med sit Lewis maskingevær en byge brandbare kugler afsted, som blæste et stort hul i L 70's skrog og startede en brand i stoffet. Mens luftskibets forende løftedes spredtes ilden hurtigt til hele luftskibets længde, hvorefter resterne faldt 5 km ned i havet lige nord for Wells-next-the-Sea.
Ingen af besætningen på 22 overlevede.
L 65 blev også ramt med over 300 huller, men undslap ligesom de øvrige, som trak sig tilbage.

Den 7. august blev skroget af L 70 fundet på havbunden i 15 meters dybde og i løbet af de næste tre uger blev det meste bragt i land, hvorved flere lig blev bjerget, heriblandt Peter Strassers. Alle disse besætningsmedlemmer, herunder nogle, der var skyllet i land, fik senere en begravelse på havet.
Luftskibsangrebet var det sidste tyske mod Storbritannien under 1. verdenskrig, men den 8. august blev L 53 skudt ned ved den hollandske ø Terschelling i den sidste nedskydning.

### Skyllet i land i Danmark
Ligene af følgende besætningsmedlemmer fra L 70 blev senere fundet skyllet i land på Jyllands vestkyst:
- Paul Johannes Berndt-Naleweiske, fundet 27. september 1918 på vestersiden af Fanø ca. 2 km syd for kirkevejen, begravet på Søndre Kirkegård i Nordby. På tøjet var påsyet en oval lap med en gul zeppeliner og andre kendetegn. [9]
- Detlef Kähler, fundet 29. september 1918 på forstranden ved Kærgård, begravet i Børsmose. [10]
- Georg Franz Hartmann, fundet 29. september 1918 på forstranden ved Kærgård, begravet i Børsmose, identificeret 15. juli 1920. [11]
- Adam Johann Anstatt, fundet 29. september 1918 på Henne Strand, begravet i Henne. Liget var iført matrostøj med et ordensbånd på venstre side af brystet og med et ur i messingkæde. [12]
- Karl Heinrich Christof Blöcker, fundet 7. oktober 1918 på Skallingen, begravet i Oksby. På benklæderne fandtes en lille aluminiumsplade, som ledte til genkendelse. [13]

## Eksterne links
- The Aviators - Peter Strasser - turnerlogs.com
- Knights of the Air: Peter Strasser - dieselpunks.org
- Peter Strasser Arkiveret 12. august 2014 hos  Wayback Machine - evi.com
- Strasser, Peter - frontflieger.de

1. ↑  das Luftschiff LZ 17 "Sachsen" - dresden.stadtwiki.de
2. ↑  Luftschiff L 70 - frontflieger.de
3. ↑  Mit Marineluftschiff in den Tod Arkiveret 22. december 2014 hos  Wayback Machine - nwzonline.de
4. ↑  The End of Zeppelin L70 - August 5 1918 Arkiveret 7. august 2014 hos  Wayback Machine - gtyarmouth.co.uk
5. ↑  Die Luftschiffern Post während des Ersten Weltkrieges Arkiveret 22. december 2014 hos  Wayback Machine - ezeptalk.de
6. ↑  Août 1918 Arkiveret 22. december 2014 hos  Wayback Machine - lzdream.net (fransk)
7. ↑  WW1 - Stories Arkiveret 22. december 2014 hos  Wayback Machine - theparishchurch.com
8. ↑  "Lz100 - L53". Arkiveret fra originalen 22. december 2014. Hentet 22. december 2014.
9. ↑  Berndt-Naleweiske, Paul Johannes (FTMt.) - frontflieger.de
10. ↑  Kähler, Detlef (Maschinenmaat) - frontflieger.de
11. ↑  Hartmann, Georg (Maschinenmaat) - frontflieger.de
12. ↑  Anstatt, Adam (Uffz.) - frontflieger.de
13. ↑  Karl Blöcker (Maschinenmaat) - frontflieger.de